# Dortokidae
I dortokidi (Dortokidae de Lapparent de Broin and Murelaga, 1999) sono una famiglia di tartarughe estinte, vissute tra il Cretaceo inferiore (Barremiano) e il Paleogene inferiore (Thanetiano), tra 130 e 55 milioni di anni fa. I loro resti fossili sono stati ritrovati in Europa (Spagna, Francia, Romania).

## Descrizione
Questi animali dovevano essere piuttosto simili alle attuali tartarughe d'acqua dolce del genere Pelomedusa. Possedevano un carapace di forma ovale, relativamente piatto. Si suppone che fossero animali dalle abitudini semiacquatiche. La specie tipo, Dortoka vasconica, possedeva un carapace lungo fino a 18 centimetri, mentre in altre forme come Ronella il carapace era di oltre 25 centimetri di lunghezza. Uno studio del 2012 ha mostrato che i dortokidi possedevano un carapace dall'alta variabilità individuale; sembra che in Dortoka fossero presenti almeno due morfotipi, dalla peculiare struttura e disposizione degli elementi ossei del carapace. Sono stati identificati altri due morfotipi basati sulla morfologia dell'incisura anale, che potrebbero essere associati a dimorfismo sessuale. Tra le caratteristiche curiose del carapace, vi è la presenza di un paio di grandi fontanelle, che rimanevano aperte attraverso l'ontogenesi, per tutta la durata della vita dell'individuo (PErez-Garcia et al., 2012).

## Paleobiologia
La presenza di grandi fontanelle nello scudo di Dortoka (che rimanevano aperte per tutta la durata della vita dell'animale) e studi istologici su vari elementi del carapace e del piastrone indicano che questo animale aveva uno stile di vita molto legato all'ambiente acquatico (Perez-Garcia et al., 2012).

## Tassonomia
I dortokidi vennero descritti per la prima volta nel 1999, con l'istituzione del genere Dortoka (del Cretaceo superiore di Spagna e Francia) e l'attribuzione a una famiglia di tartatughe a sé stante. Alla famiglia vennero in seguito attribuiti anche Ronella, del Paleocene/Eocene della Romania, e il più antico Eodortoka, del Cretaceo inferiore (Aptiano) della Spagna.
I dortokidi mostrano una commistione di caratteristiche evolute e derivate; sono stati considerati variamente come ancestrali agli attuali pelomedusoidi (le tartarughe di acqua dolce) o vicini al genere Platychelys, al di fuori del clade Eupleurodira (Bohme, 2005).